# Parafia Świętej Faustyny w Mogilnie
Parafia Świętej Faustyny w Mogilnie jest jedną z 12 parafii leżącej w granicach dekanatu mogileńskiego. Parafia została erygowana 25 marca 2003 roku przez arcybiskupa Henryka Muszyńskiego i mieści się w zachodniej części Mogilna.